# Bella Poarch
Denarie Bautista Taylor (* 8. února 1997), známá jako Bella Poarch, je americká influencerka, veřejně známá osobnost a zpěvačka.
Dne 17. srpna 2020 vytvořila nejlajkovanější video na TikToku. Je nejsledovanější přispěvatelkou na TikToku z Filipín. Patří mezi nejsledovanější tiktokery na světě. V roce 2021 podepsala smlouvu s nahrávací společností Warner Records.

## Mládí
Narodila se 8. února 1997 na Filipínách. Do svých tří let žila se svou babičkou ve slumu, než byla adoptována. Její adoptivní otec je Američan, který sloužil v armádě Spojených států. Adoptivní matka je z Filipín. Oba rodiče se seznámili v Saúdské Arábii, kde její adoptivní otec sloužil. Společně se usadili na Filipínách. V jednom z rozhovorů vyprávěla, že ona i její adoptivní bratr byli po celé dětství, až do jejího nástupu do armády, silně fyzicky a citově zneužíváni. Žila na farmě se svými adoptivními rodiči a třemi adoptovanými sourozenci. Již od sedmi let měla na farmě mnoho povinností. Uvedla, že se jejím adoptivním sestrám nedostávalo stejného zacházení jako jí a jejímu bratrovi. Její otec ji slovně a fyzicky týral, zatímco matka se do toho nezapojovala, ale nezakročila. Ve třinácti letech se s rodinou (s výjimkou sester, které stále žijí na Filipínách) přestěhovala na několik měsíců k tetě do San Franciska. Později se přestěhovali do Texasu kvůli otcově operaci bypassu.

## Hudební kariéra
V lednu 2020 si založila svůj TikTok účet. V dubnu začala na platformě aktivně publikovat příspěvky založené na herním a cosplay obsahu. Proslavila se v srpnu, kdy se její videa stala virálními. Po úspěchu na TikToku si založila kanál na YouTube a stránku na Twitteru.
V prosinci 2020 dosáhla její rostoucí popularita vrcholu, když údajně zaujala dvě velké profesionální esportové organizace – 100 Thieves a FaZe Clan, které o ni projevily zájem, aby pro ně tvořila obsah.
V roce 2021 podepsala smlouvu s nahrávací společností Warner Records. Dne 14. května vydala svůj debutový singl „Build a Bitch“.
Své první EP Dolls vydala 12. srpna 2022. EP bylo chváleno za temnější stranu popu. Společnost WWE použila singl „Villain" z tohoto EP během své show Extreme Rules.

## Vojenská kariéra
Je veteránkou námořnictva Spojených států amerických. Do námořnictva vstoupila v roce 2017 jako letecký důstojník. Sloužila tři roky, převážně v Japonsku a na Havaji.

## Osobní život
Žije v Los Angeles.
Na sociálních sítích vyjádřila podporu asijsko-americké komunitě kvůli nárůstu počtu zpráv o zločinech z nenávisti vůči Asiatům. Také se podělila o své zkušenosti s časopisem Vogue. Uvedla, že se s ní jako s asijskou teenagerkou po přestěhování z Filipín do Spojených států zacházelo jinak, že byla často napadána.
V září 2020 ji korejští uživatelé sociálních médií kritizovali za to, že má na svých videích tetování podobné vlajce Vycházejícího slunce. Konkrétní tetování připomínalo symbol japonského imperialismu, který je považován za urážlivý pro východní Asiaty. Omluvila se, nechala si ho zakrýt a později odstranit. V roce 2019 se provdala za svého kolegu, námořníka Tylera Poarche. V listopadu 2022 s ním podala žádost o rozvod.
V srpnu 2021 se svěřila, že se stala obětí sexuálního útoku.

## Diskografie

### EP
- Dolls (2022)

## Ocenění a nominace
| Rok  | Ocenění                        | Nominovaný      | Kategorie                      | Výsledek |
| ---- | ------------------------------ | --------------- | ------------------------------ | -------- |
| 2021 | MTV Millennial Awards          | Bella Poarch    | Global Creator                 | Nominace |
| 2021 | MTV Video Music Awards         | "Build a Bitch" | Best Visual Effects            | Nominace |
| 2021 | People's Choice Awards         | Bella Poarch    | New Artist                     | Nominace |
| 2021 | UK Music Video Awards          | "Build a Bitch" | Best Pop Video – International | Nominace |
| 2021 | Streamy Awards                 | Bella Poarch    | Creator of the Year            | Nominace |
| 2021 | Streamy Awards                 | Bella Poarch    | Breakout Creator of the Year   | Výhra    |
| 2021 | Streamy Awards                 | Bella Poarch    | Short Form                     | Nominace |
| 2022 | iHeartRadio Music Awards       | Bella Poarch    | Social Star Award              | Výhra    |
| 2022 | iHeartRadio Music Awards       | "Build a Bitch" | Best Music Video               | Nominace |
| 2022 | Forbes 30 Under 30             | Bella Poarch    | Social Media                   | Součástí |
| 2023 | Nickelodeon Kids Choice Awards | Bella Poarch    | Favorite Social Music Star     | Výhra    |